# Emil Frey (Politiker, 1838)

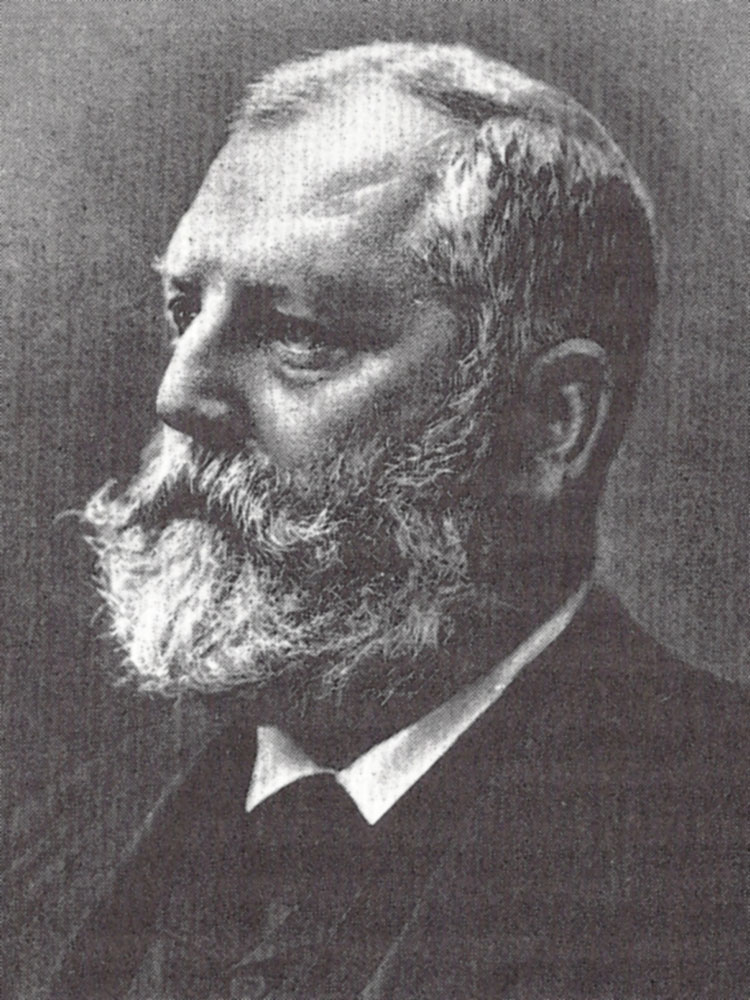
Emil Frey (1891)

Emil Johann Rudolf Frey (* 24. Oktober 1838 in Arlesheim; † 24. Dezember 1922 ebenda; heimatberechtigt in Münchenstein) war ein Schweizer Politiker. Ohne Berufsabschluss zog er 1860 in die Vereinigten Staaten und meldete sich zu Beginn des Sezessionskriegs freiwillig in der Armee der Nordstaaten. Nach der Schlacht von Gettysburg war er eineinhalb Jahre lang Kriegsgefangener der Konföderierten. Schliesslich kehrte er 1865 als Kriegsheld in seine Heimat zurück und begann eine Karriere als Politiker. Frey war amerikanisch-schweizerischer Doppelbürger.
Von 1866 bis 1872 gehörte Frey dem Regierungsrat des Kantons Basel-Landschaft an. Von 1872 bis 1882 sowie 1890 war er Nationalrat, dazwischen Gesandter der Schweiz in Washington, D.C. Ende 1890 wurde er als Vertreter der radikalen Fraktion (ab 1894 FDP) in den Bundesrat gewählt, dem er bis 1897 angehörte. Sein Projekt zur grundlegenden Reform der Armee scheiterte in einer Volksabstimmung. Anschliessend war er bis 1921 Direktor der Internationalen Telegraphen-Union (heute Internationale Fernmeldeunion). Anlässlich Freys 100. Todestags erschien 2022 der Roman Die sieben Leben des Emil Frey (1838–1922) – Vom Kriegsgefangenen zum Bundesrat.

## Biografie

### Studium und Teilnahme am Sezessionskrieg

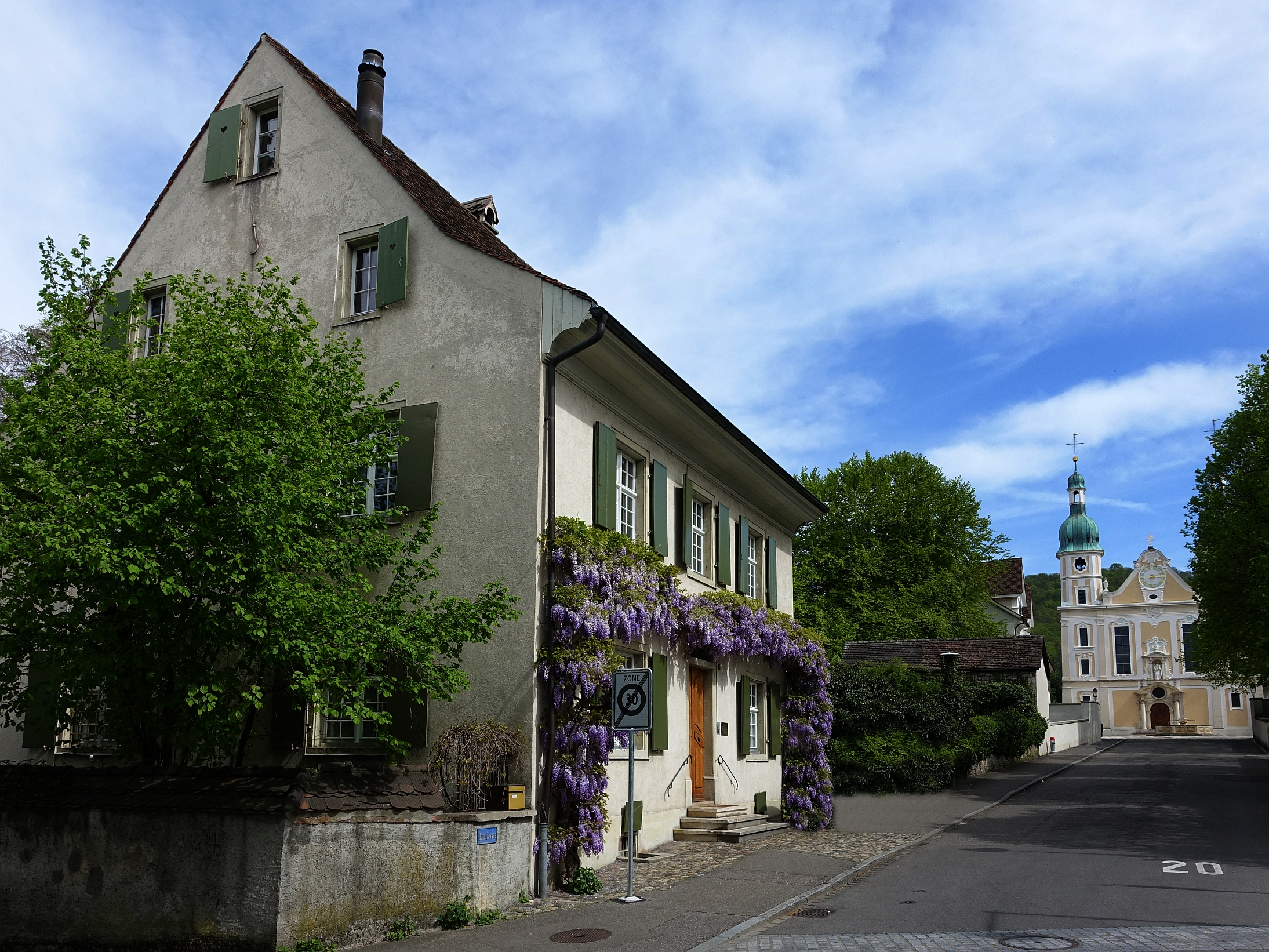
Geburtshaus an der Domstrasse 3 in Arlesheim

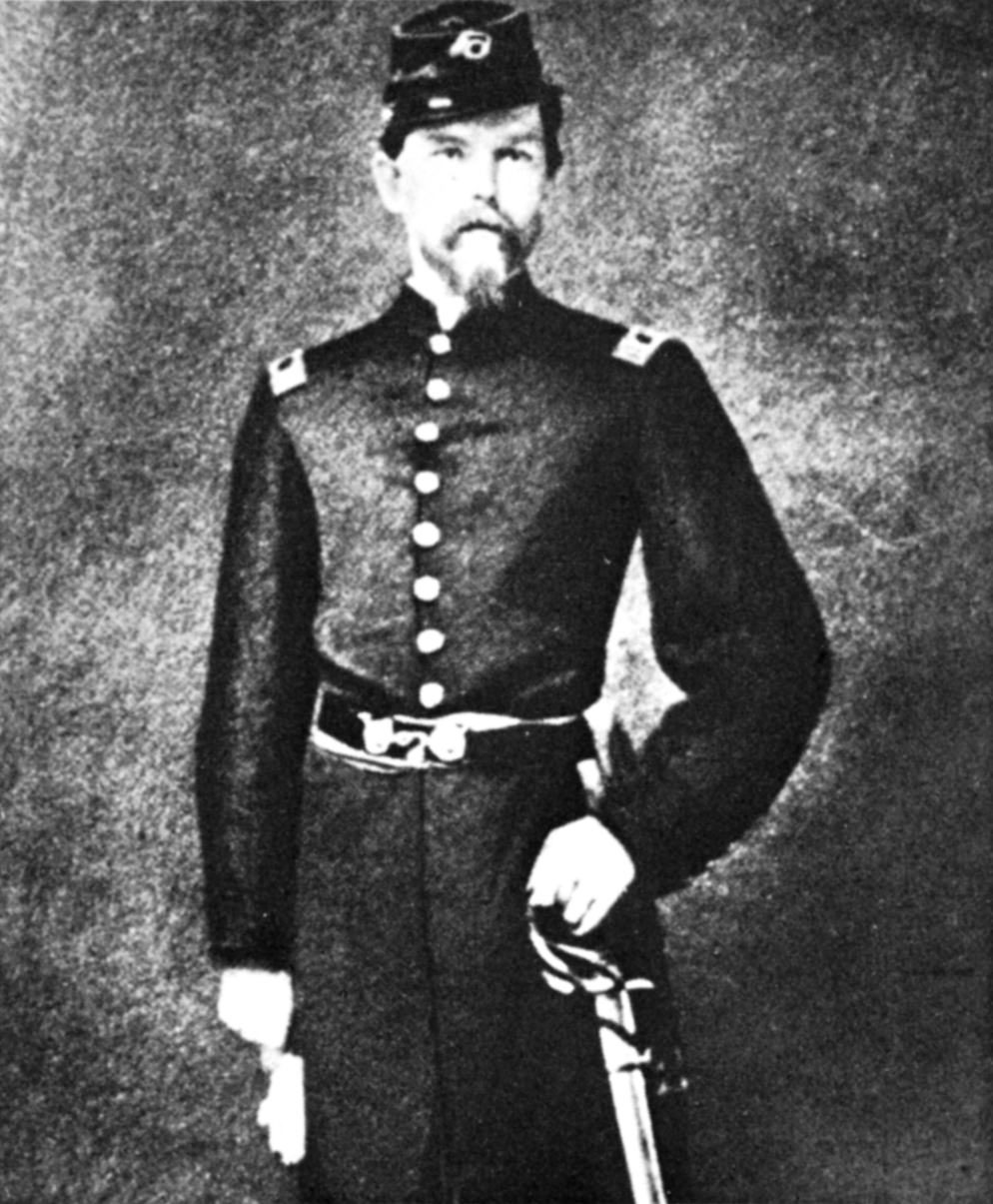
Emil Frey als Major in der Uniform des 82. Infanterieregiments aus Illinois

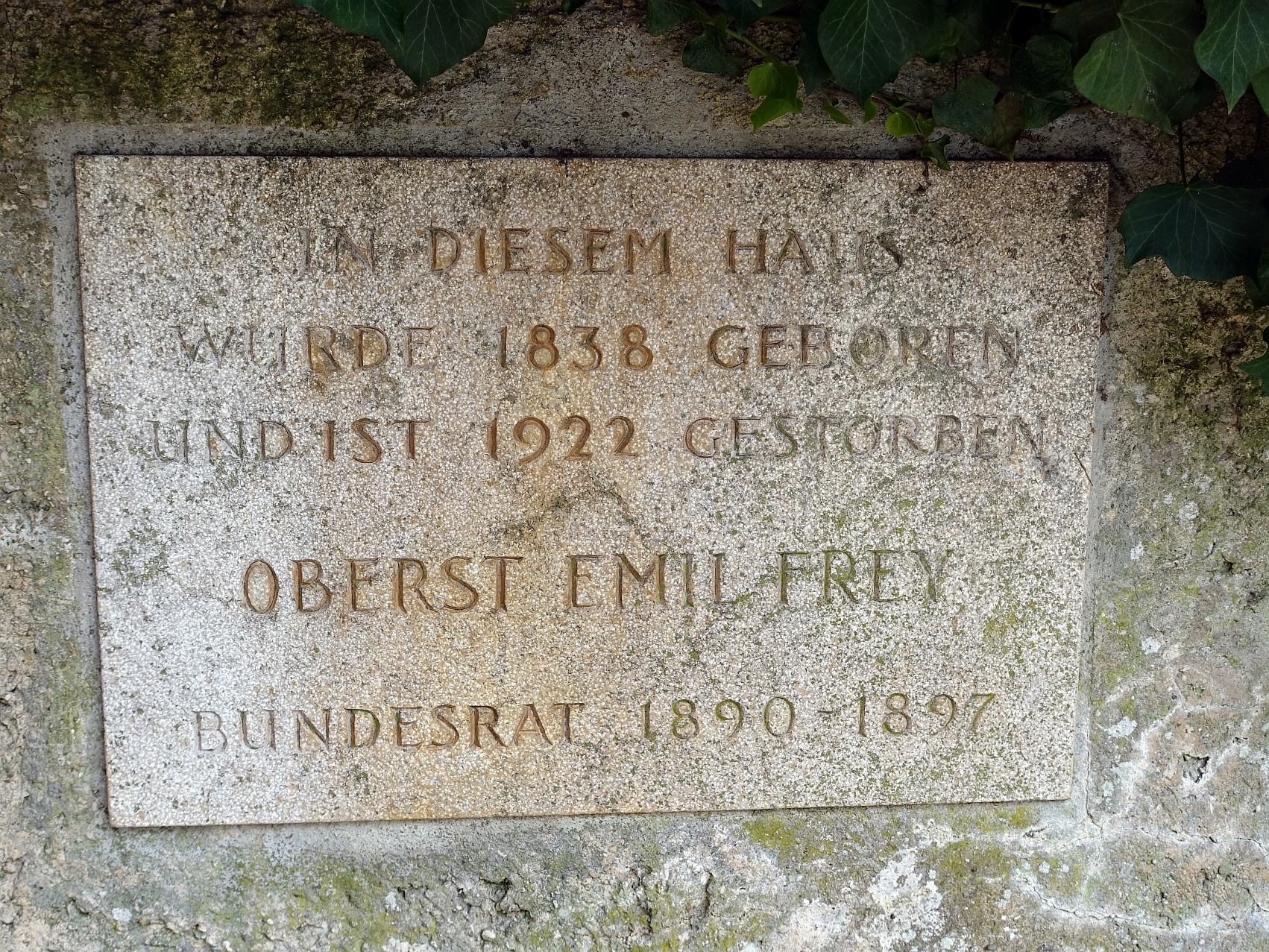
Gedenkinschrift bei seinem Geburtshaus in Arlesheim

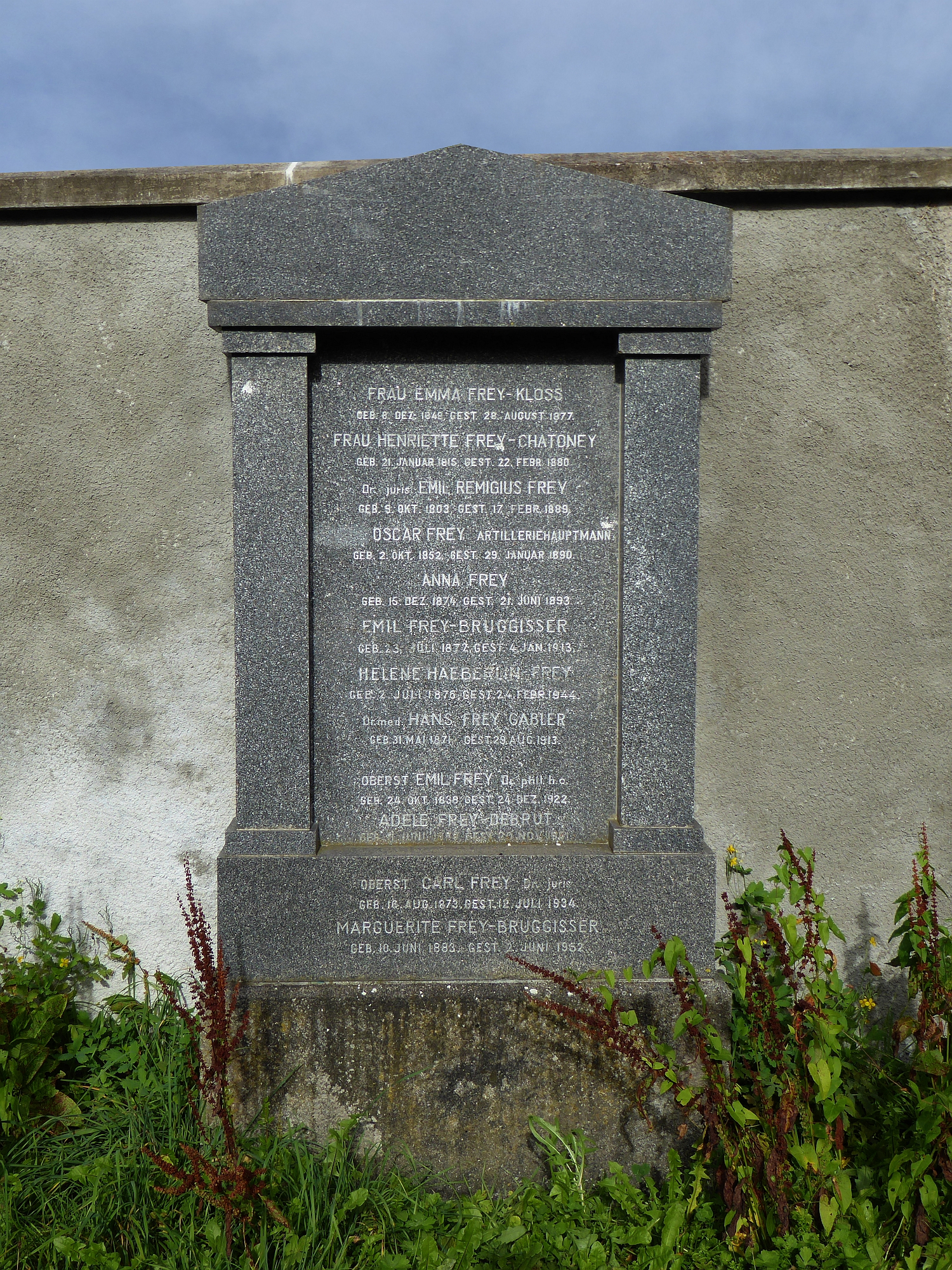
Grab auf dem alten Friedhof von Arlesheim (Oberst Emil Frey Dr. phil h.c.)

Er war der älteste Sohn des einflussreichen Juristen und Politikers Emil Remigius Frey. Nach den Bezirksschulen in Therwil und Waldenburg absolvierte Frey das Pädagogium in Basel und die Knabenschule in Ulm. Da er häufig mit Lehrern und Schulbehörden in Konflikt geriet, erhielt er kein Maturitätszeugnis. Dennoch konnte er 1855 am landwirtschaftlichen Institut der Friedrich-Schiller-Universität in Jena ein Studium der Agrarwissenschaften beginnen. Dieses beendete er 1860 nach mehreren Unterbrechungen ohne Abschluss. Dazwischen arbeitete er auf sächsischen Rittergütern und auf dem väterlichen Pachthof bei Nuglar-St. Pantaleon im Kanton Solothurn. Im Dezember 1860 übersiedelte er in die Vereinigten Staaten, um im Bundesstaat Illinois die Farmwirtschaft kennenzulernen.
Als im April 1861 der Sezessionskrieg ausbrach, meldete sich Frey freiwillig zum Dienst in der Nordstaaten-Armee. Er war Fahnenträger im 24th Illinois Volunteer Infantry Regiment, das von Friedrich Hecker, einem deutschen Forty-Eighter, kommandiert wurde. Zwischenzeitlich warb er auch neue Rekruten an. Nach Heckers Versetzung in das 82nd Illinois Infantry Regiment im Oktober 1862 folgte Frey, der an sämtlichen Feldzügen teilgenommen hatte und zum Major befördert worden war, seinem Vorgesetzten. Während der Schlacht von Gettysburg im Juli 1863 wurde er von einer Einheit der Konföderierten-Armee gefangen genommen. Die nächsten eineinhalb Jahre verbrachte er als Kriegsgefangener im berüchtigten Libby-Gefängnis in Richmond (Virginia).

### Politik und Diplomatie
Nach Kriegsende kehrte Frey, der inzwischen schweizerisch-amerikanischer Doppelbürger geworden war, in seine Heimat zurück und wurde als Kriegsheld willkommen geheissen. Der Landrat des Kantons Basel-Landschaft ernannte ihn im Herbst 1865 zum Landschreiber. Bereits ein halbes Jahr später, im Mai 1866, folgte die Wahl in den Regierungsrat. Als Mitglied der Kantonsregierung erwarb er sich den Ruf eines Reformers und erarbeitete in kurzer Zeit mehrere Gesetze in den Bereichen Schule, Fabrikaufsicht, Waldwirtschaft und Kirche. 1870 heiratete er Emma Kloss, mit der er fünf Kinder hatte; sie starb 1877 im Alter von nur 28 Jahren an Tuberkulose.
Frey verzichtete 1872 auf sein Regierungsmandat und arbeitete in Basel als Redaktor der Zeitung Basler Nachrichten, deren Mitbesitzer er war. Im selben Jahr kandidierte er mit Erfolg bei den Nationalratswahlen 1872. Innerhalb der grossen freisinnigen Fraktion im Nationalrat gehörte er zu den führenden Persönlichkeiten der demokratischen Strömung, die sich für den Ausbau der Volksrechte und einen zentralistischen Staat einsetzte – Anliegen, die mit der Totalrevision der Bundesverfassung von 1874 teilweise erfüllt werden konnten. Während des Kulturkampfs bekämpfte Frey vehement den Ultramontanismus, was ihm die Feindschaft der Katholisch-Konservativen einbrachte. In der Armee stieg er bis in den Rang eines Obersten auf. 1876 amtierte er als Nationalratspräsident.
1882 ernannte der Bundesrat Frey zum ersten schweizerischen Gesandten in Washington, D.C. Er empfand diese Beförderung aber eher als politisches Manöver des liberalen Zentrums, das auf diese Weise einen unbequemen Politiker entfernen wollte. Da es zwischen der Schweiz und den Vereinigten Staaten kaum Streitfragen zu klären gab, beschränkte sich seine diplomatische Tätigkeit auf ein Minimum. Hauptsächlich kümmerte er sich um das Wohlergehen der Schweizer Auswanderer. Er stellte beim Bundesrat ein Gesuch um Gewährung eines Beitrags von 10'000 Franken an die Kanzleikosten der schweizerischen Gesandtschaft. Gegen den entsprechenden Bundesbeschluss ergriffen Freys politische Gegner ein fakultatives Referendum. Der Beitrag wurde in der Volksabstimmung am 11. Mai 1884 mit 61,5 % Nein-Stimmen abgelehnt. 1888 quittierte Frey seinen Posten und begann als Redaktor der National-Zeitung zu arbeiten. Bei den Nationalratswahlen 1890 liess er sich wieder zum Parlamentsmitglied wählen.
Bereits 1879 war Frey offizieller Kandidat für einen freiwerdenden Sitz im Bundesrat gewesen, doch fiel die Wahl damals auf Wilhelm Hertenstein (mit 92 zu 63 Stimmen). Zwei Jahre später unterlag er ihm erneut, diesmal mit 95 zu 75 Stimmen. Eine neue Chance bot sich nach dem Rücktritt von Bernhard Hammer. Das liberale Zentrum und die Katholisch-Konservativen waren sich uneinig. So wurde Frey am 11. Dezember 1890 bereits im ersten Wahlgang in die Landesregierung gewählt, wobei er 94 von 181 abgegebenen Stimmen erhielt. Auf den katholisch-konservativen Kandidaten Alois Kopp entfielen 77 Stimmen, auf weitere Personen zehn Stimmen. Während die National-Zeitung die Wahl ihres Redaktionsmitglieds überschwänglich feierte, beklagte sich die katholisch-konservative Presse über die «Vergewaltigung der politischen Minderheit durch die allmächtigen Radikalen».

### Bundesrat
Zu Beginn des Jahres 1891 übernahm Frey von Walter Hauser das Militärdepartement, das er während seiner gesamten Amtszeit leitete. 1894 hatte er das Amt des Bundespräsidenten inne, ohne jedoch wie damals sonst üblich ins Politische Departement zu wechseln, da Adrien Lachenal dieses fest für sich beanspruchte.
Frey zeichnete sich durch Ideenreichtum und einen speditiven Arbeitsstil aus. Seine Gegner warfen ihm aber vor, zu sehr dem Rat von Fachleuten zu vertrauen und dass er zu Eitelkeit und weltmännischem Gehabe neige. Als er beispielsweise 1895 nach den Herbstmanövern sich mit einem Vierspänner zum Sitz der Stadtregierung von Lausanne fahren liess, bauschte die Presse dieses Ereignis zu einem Skandal auf. Unter Freys Vorgängern war die Wehrbereitschaft des Landes aus Kostengründen vernachlässigt worden. Er setzte ein umfassendes Rüstungsprogramm durch, das unter anderem die Erhöhung der Munitionsbestände, die Bildung von Lebensmittelreserven sowie den Bau von Festungsanlagen am Gotthardpass und bei Saint-Maurice vorsah. Ebenso rüstete er die Infanterie vollständig mit dem Gewehr 1889 aus, schuf das Armeekorps als grösste militärische Einheit und straffte die Koordination der Führungskräfte.
Weniger Erfolg als in organisatorischen Dingen hatte Frey bei grundlegenden militärischen Vorlagen. Er legte einen Bundesbeschluss über die Revision der Militärartikel der Bundesverfassung vor, der eine stärkere Zentralisierung, den Ausbau der Militärverwaltung und den weitgehenden Verzicht der kantonalen Militärhoheit vorsah. Gegen dieses Vorhaben bildete sich eine starke Opposition, die sich insbesondere an seinem selbstherrlichen Regierungsstil und bestimmten preussischen Methoden in der Ausbildung störte. Sachliche Argumente gerieten während der Abstimmungskampagne zunehmend in den Hintergrund. Am 3. November 1895 wurde die Vorlage vom Volk mit 58,0 % Nein-Stimmen abgelehnt. Noch deutlicher, mit 80,1 % Nein-Stimmen, scheiterte am 4. Oktober 1896 das Bundesgesetz über die Disziplinarstrafordnung in der Armee.

### Weitere Tätigkeiten
Aus Enttäuschung über die Niederlagen erklärte Frey an der Bundesratssitzung vom 11. März 1897 seinen Rücktritt per Ende Monat. Seine Regierungskollegen wählten ihn noch am selben Tag zum Direktor der Internationalen Telegraphen-Union (heute Internationale Fernmeldeunion). Fast ein Vierteljahrhundert lang stand Frey dieser internationalen Organisation vor. Er förderte die weltweite Ausdehnung der Telegrafennetze, später auch die kabellose Radiotelegrafie. Als enger Freund der Bundesräte Ludwig Forrer und Ernst Brenner blieb Frey über die Vorgänge in der Schweizer Politik stets informiert. 1905 veröffentlichte er eine Abhandlung über die militärische Geschichte der Schweiz, die unter dem Titel «Die Kriegstaten der Schweizer, dem Volk erzählt» erschien. Dafür verlieh ihm die Universität Bern sechs Jahre später den Ehrendoktortitel. 1921 zog er sich endgültig aus der Öffentlichkeit zurück.
Emil Frey war ein Mitglied im Bund der Freimaurer, er wurde 1872 in die Loge Zur Freundschaft in Basel aufgenommen. Max Leu schuf von Frey eine Büste.

## Werke
- Aus den Erlebnissen eines Schweizers im Sezessionskriege. Bern 1893.
- Die Neutralität der Schweiz. Geschwister Ziegler, Winterthur 1900.
- Die Kriegstaten der Schweizer, dem Volk erzählt. Zahn, Neuchâtel 1904.